# Soundsystem (Kultur)

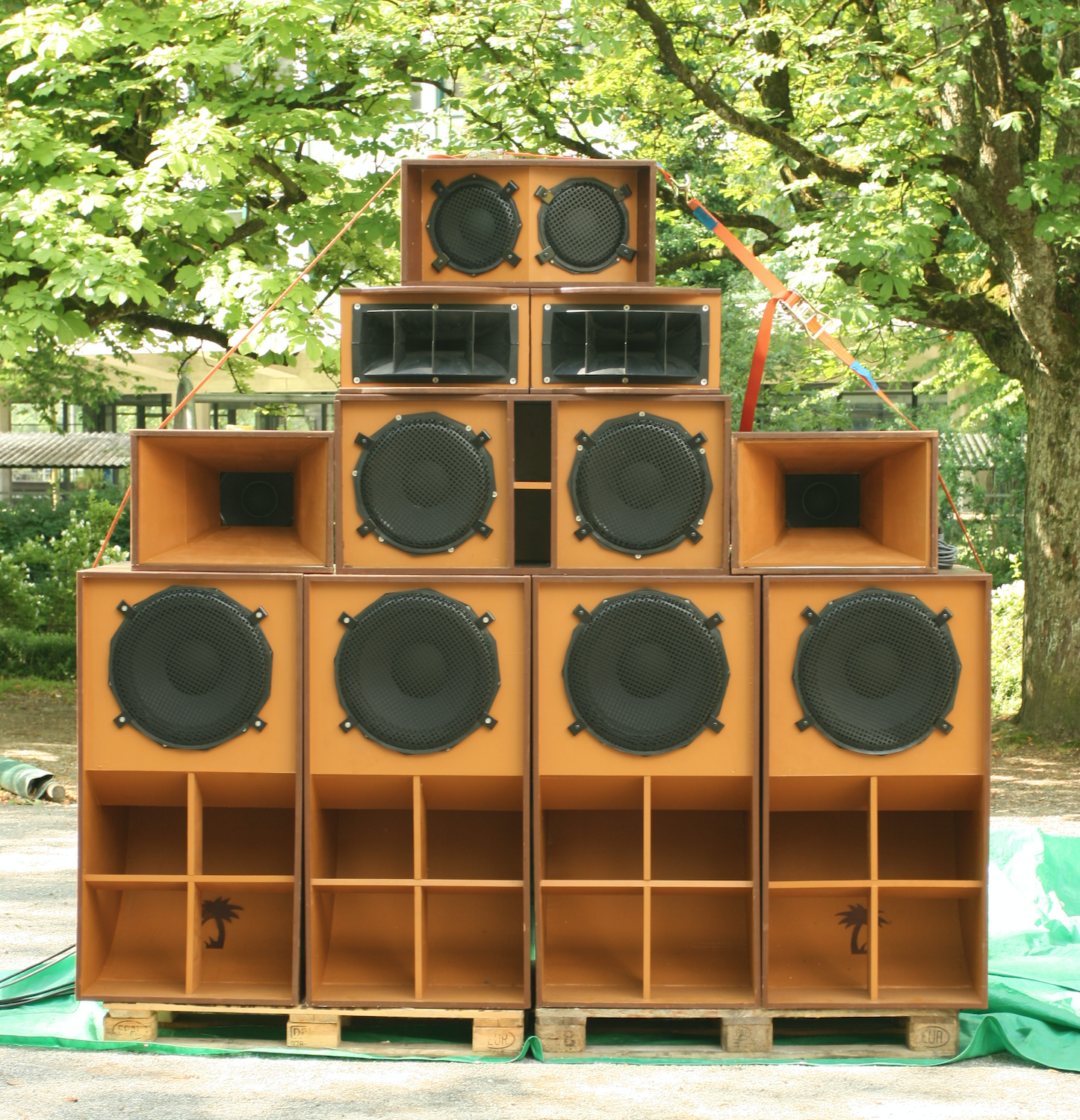
Soundsystem: unten alte Paletten, dann Subbässe, dann Kickbässe und Mitten, oben Hochtöner

Ein Soundsystem ist ein Künstlerkollektiv oft mit mobiler Musikanlage, die vor allem in der jamaikanischen Kultur eingesetzt wird.

## Geschichte
Die ersten Soundsysteme bildeten sich in den 1950er-Jahren, als auch die jamaikanische Musik eine starke Entwicklung erfuhr und neue Musikrichtungen wie Ska und Rocksteady entstanden. Die ersten Plattenaufleger, damals Soundman, heute Selector genannt, veranstalteten Dances oder Bashments in sogenannten „Dancehalls“. Da die Dances sehr schnell großen Zuspruch fanden, wichen die Soundsysteme auf freie Plätze aus, die Lawn (deutsch: Rasen) genannt wurden. Zu dieser Zeit begannen Selectors auch, ihre eigene Abspieltechnik und somit einen individuellen Klang zu entwickeln. Pioniere dieser Ära sind unter anderem „Sir Coxsone“ Dodd, Duke Reid und Prince Buster. Vielen Quellen zufolge entwickelte sich bei jamaikanischen Soundsysteme auch die Sprechgesangs-Technik, die u. a. die Grundlage für Rap/Hip-Hop bildete: Im Laufe der 1960er-Jahre gingen viele DJs von reinen Ansagen der Stücke zu rhythmischem Toasting über (Pionier war hier u. a. U-Roy). Daher werden in Jamaika die Vokalisten oft „Singjays“ genannt. Ein Jamaikaner, Kool Herc, soll diese Art des Gesangs dann nach New York exportiert haben. In Jamaika selbst entwickelte sich daraus mit der Zeit der Dancehall-Reggae bzw. Raggamuffin.
Heutzutage gibt es auf der ganzen Welt Reggae-Sound-Systems, die in der Regel aber selten ihre eigene Musikanlage besitzen, sondern Teams aus Selectors und Deejays/Singjays darstellen. In der letzten Zeit gibt es zunehmend auch in Europa Soundclashes, in denen zwei oder mehr Soundsysteme in einer Art Wettbewerb, z. B. auch mithilfe ihrer Dubplates, miteinander messen. Auf diesen Soundclashes geht es darum, das Publikum mit einer besonders herausragenden Zusammenstellung der Dubplates und einer originellen Art, die einzelnen Dubplates zu mixen, zu begeistern. Der Gewinner des Clashes wird durch die Resonanz des Publikums (in der Reggaeszene „Massive“ genannt) festgelegt. Das Soundsystem, bei dem die „Massive“ am lautesten jubelt, gewinnt. Die Wurzeln des Soundclashes liegen ebenfalls in den 1960er-Jahren. In dieser Zeit wurden Clashes auf der Straße veranstaltet. Damals war die Lautstärke aber noch ein wesentlich wichtigerer Faktor. Es galt das gegenüberstehende Soundsystem mit mehr Lautstärke regelrecht niederzuschmettern, um zu beweisen, dass man die leistungsstärkere Anlage hatte.
Parallel zu Reggae- und Dub-Soundsystemen existiert die Soundsystemszene des Freetekno, in der seit den 1990er Jahren Hardtekno, Acidtekno, Tribe und andere Stile auf Free Partys kultiviert werden.
In Deutschland wurden die ersten Soundsysteme nach jamaikanischem Vorbild in den frühen 1980er-Jahren gegründet. Aber erst ab etwa Mitte der 1990er, mit einem einsetzenden Boom von Dancehall- und Reggaeveranstaltungen, kam es zu massenhaften Neugründungen von Soundsystemen. Dabei bestanden diese neuen Soundsysteme anfangs meist nur aus Personen (DJs bzw. Selectors, MCs bzw. DJs und Soundoperators).